# Vestra Kalløya
Vestra Kalløya ou Vestra Kalløy est une île norvégienne dans le landskap Sunnhordland du comté de Vestland. Elle appartient administrativement à Sveio.

## Géographie
Rocheuse et couverte d'arbres, elle s'étend sur environ 479 m de longueur pour une largeur approximative de 380 m. Elle comporte un jardin botanique nommé Rex Island